# Цзун Лэй
Цзун Лэй (кит. упр. 宗磊; 26 июля 1981, Тяньцзинь, КНР) — китайский футболист, вратарь, игрок сборной страны.

## Клубная карьера
Игрок начал футбольную карьеру в клубе «Тяньцзинь Тэда», в котором выступал за молодёжную команду. Из неё он смог пробиться в основу в сезоне 2001 года. Однако он не смог получить место в основном составе и после нескольких сезонов перешёл в «Шаньдун Лунэн», где он на некоторое время заменил основного вратаря Дэн Сяофэя. По итогам выступлений в 2004 году команда смогла завоевать Кубок Китайской футбольной ассоциации, а также Суперкубок. В следующем году Цзун Лэй снова потерял место в основе. К началу сезона 2006 года игроком заинтересовалась вновь вышедшая в Суперлигу команда «Чанчунь Ятай». После переговоров «Шаньдун Лунэн» согласился на переход, а сумма трансфера составила 2 млн. юаней. В новом клубе он сразу же стал основным голкипером, а его игра помогла клубу финишировать четвёртым. Следующий сезон также оказался удачным, игрок прогрессировал, а «Чанчунь Ятай» завоевал первый титул чемпиона в Суперлиги.

## Международная карьера
В рамках подготовки к выступлениям на Кубке Азии по футболу 2007 года Цзун Лэй 2 февраля 2007 года провёл 90 минут в стартовом составе в товарищеском матче против сборной Казахстана. Так состоялся его дебют на международной арене, а сборная Китая одержала победу 2-1. Выступление оказалось достаточно удачным, и главный тренер сборной Чжу Гуанху включил игрока в состав, однако только в качестве третьего вратаря сборной. Итогом стало то, что Цзун Лэй не принял участие ни в одном матче. При новом главном тренере Владимире Петровиче был вызван в сборную в качестве первого вратаря и провёл несколько матчей квалификационного раунда на Кубок Мира. После того, как Китай не прошёл квалификацию и Владимир Петрович подал в отставку, Цзун Лэй перестал попадать в основной состав сборной.

## Достижения
Шаньдун Лунэн
- Кубок Китайской футбольной ассоциации: 2004
- Суперкубок Китайской Суперлиги: 2004

Чанчунь Ятай
- Суперлига Китая по футболу: чемпион, 2007